# Ruszin nyelv
A ruszin nyelv (ruszinul: русиньска бесїда/русиньскый язык, oroszul: русинский язык) az ukrán nyelvhez közel álló keleti szláv nyelv. Az íráshoz cirill betűket használ. Hivatalos nyelvként csupán a Vajdaságban használják (ruszinul бачваньски руски язик [bacsvanszkij ruszkij jazik]), ott valójában ennek a vajdasági, bácsi, vagy pannon ruszin nyelv nevű változata hivatalos (vajdasági ruszin nyelv), amelynek külön irodalmi normája van, s az elemzők többsége szerint külön nyelvi normának tekinthető. Kárpátalján is létezik e nyelv, de az ukránok nem ismerik el önálló nyelvként, és a ruszinokat önálló népcsoportnak.

## Földrajzi elterjedés
A ruszin nyelv csak a Vajdaságban elismert hivatalos nyelv, ahol kb. 60 000-en beszélik. Ezen kívül beszélik még kisebb közösségek Romániában, Horvátországban, Csehországban, Magyarországon, Szerbiában és Szlovákiában.

### A ruszin nyelv Magyarországon
Magyarországon kb. 20 000-en vallják magukat ruszinnak, de csak töredékük beszéli a nyelvet. A ruszinok többsége két faluban, Komlóskán és Múcsonyban él; Magyarországon egyedül ezeken a településeken tekinthető élő nyelvnek a ruszin nyelv. A nyelv nem egységes, a Komlóskán beszélt nyelvjárás a kelet-szlovákiai csoporthoz tartozik, a múcsonyi nyelvjárás pedig inkább a  bács–szerémi (bacsvano-szrimszki) ruszinok dialektusához hasonlít. Múcsonyban 1995-től tanítják a ruszin nyelvet az általános iskolában.

## A ruszin írásbeliség
A ruszinok irodalmi hagyománya egészen a 17. századig nyúlik vissza, amikor a kárpáti ruszinok ruszin nyelvű vagy egyházi szláv nyelven könyveket kezdtek megjelentetni. Ezek a könyvek többnyire vallásos jellegűek voltak. A protestáns vallások jelentős hatással voltak a nyelvre; a Bibliát is lefordították ruszinra. A 19. század elején a ruszin folyóírásos hivatali írásbeliség megjelent nyomtatott könyvekben és kiadványokban is. Az 1848-as szabadságharccal egy időben kezdődött meg Magyarországon a ruszin nyelv újjászületése; kulturális szervezetek alakultak és ruszin nyelvű versek jelentek meg. A 20. század egyik, a kulturális örökség megőrzését, terjesztését célul kitűző szervezete, a ruszinofilok véleménye ellentétben állt a korszakban leginkább uralkodó véleményekkel, amelyek szerint a ruszin nem önálló nyelv, csak elferdített nyelvjárás. A ruszinofilok saját irodalmi nyelv megteremtését tűzték ki célul. Szerintük a ruszinok nem tartoznak sem az oroszokhoz, sem az ukránokhoz. Az 1989-es fordulat óta több kísérlet történt egy szabványos ruszin irodalmi nyelv létrehozására. 1990–91-ben új kulturális szervezetek alakultak a ruszin kisebbségű országokban. A szervezetek célul tűzték ki, hogy önálló nemzetiségként elismertetik a ruszinságot és szabványosítsák a ruszin irodalmi nyelvet iskolai oktatás nyelveként és a sajtó, média, színház, rádió; valamint kulturális szervezetek és események számára.

## Nyelvművelés
- Folyamatban van a nyelv grammatikájának kanonizálása. Készülő szótára 2012-ben 600 000 szócikknél tartott.[7]
- Az Eperjesi Egyetemen ruszin nyelv és irodalom tanszék működik.[8]
- Magyarországon csak Komlóskán és Múcsonyban tekinthető élő nyelvnek.[4]
- Magyarországon az ELTE-n tanulható.
- 2010-ben Ruszin Társalgás címmel magyar nyelvű ruszin nyelvkönyv jelent meg.[2][9]

### Ruszin nyelvű újságok
- Karpatska Rus'
- Русинська бесіда
- Народны новинкы
- Podkarpatská Rus – Подкарпатська Русь
- Amerikansky Russky Viestnik †
- Lemko †
- Руснаци у Швеце – Rusnaci u Svece

## Érdekesség
A ruszin nyelvet Oroszország és Fehéroroszország kivételével minden szláv országban beszélik.

### A ruszin nyelv jövője
Az UNESCO szerint Ukrajnában 15 nyelvet, nyelvjárást, többek között a ruszin nyelvet is a kihalás fenyegeti.

## Lásd még
- Cirill írást használó nyelvek
- Ruszin irodalom
- Ruszin himnusz
- Ruszinok
- Ruszinföld
- Vajdasági ruszin nyelv